# Địa hào

Hình vẽ mặt cắt ngang của địa hào

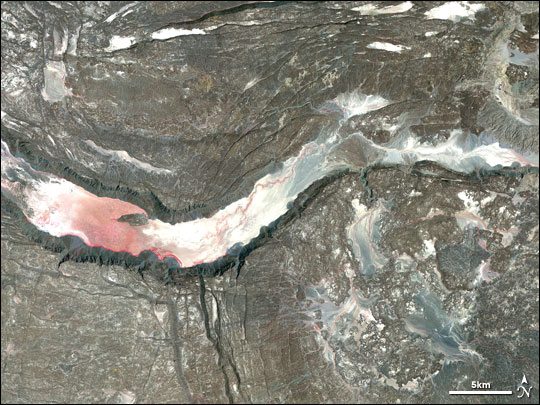
Hình ảnh vệ tinh được tăng cường hồng ngoại của một địa hào ở sụt lún Afar.

Địa hào (chữ Anh: Graben, chữ Trung: 地塹 / 地堑, Hán - Việt: Địa tiệm) là một loại cấu tạo địa chất mà sinh sản và phát triển rộng khắp trên vỏ Trái Đất, là cấu trúc khối đứt gãy hình máng giáng xuống khoảng giữa do hai bên bị tầng đứt gãy góc cao bao vây và cản trở. Nếu gãy lún chỉ có ở một bên do nơi tầng đứt gãy ngăn cản, thì được gọi là bán địa hào hoặc cấu trúc hình dạng cái ki hốt rác. Khu vực mà địa hào sinh sản và phát triển quy mô lớn, được báo trước rằng vỏ Trái Đất biến thành mỏng vì kéo duỗi. Địa hào luôn trưởng thành bồn địa gãy lún hình dạng dài và hẹp, lũng tách giãn lớn Đông Phi và vùng đứt gãy Baikal đều là hệ thống cấu tạo địa hào điển hình. Rất nhiều kho tàng khoáng vật hữu cơ trọng yếu có liên quan với địa hào, vì vậy việc nghiên cứu địa hào có giá trị thật dụng trọng đại.

## Tóm tắt địa hào
Trên vỏ Trái Đất có một số khu vực gãy lún hẹp dài quy mô cực kì to lớn, chúng bị hệ thống vết đứt gãy của vỏ Trái Đất khống chế, được gọi là địa hào hoặc lũng rift. Địa hào là cấu trúc khối đứt gãy hình máng giáng xuống khoảng giữa do hai bên bị tầng đứt gãy góc cao bao vây và cản trở, nó luôn xuất hiện song song với địa luỹ, dàn ra thành hàng xen lẫn nhau. Địa hào luôn trưởng thành bồn địa gãy lún hình dạng dài và hẹp, biên giới của nó có thể là bằng phẳng, nhưng thường thấy hơn là biên giới hình dạng đường gãy, thông thường do nhiều sợi đứt gãy thuận (normal fault) góc cao liên hợp mà thành. Cấu tạo địa hào quy mô to lớn có thể kéo dài đến hàng trăm kilômét. Nếu gãy lún chỉ có ở một bên do tầng đứt gãy ngăn cản, thì được gọi là bán địa hào hoặc cấu trúc hình dạng cái ki hốt rác.

## Nguyên nhân hình thành địa hào
Từ đầu thế kỉ này, nhiều người đã bắt tay vào việc tìm xét nguyên nhân hình thành địa hào. Học giả, chuyên gia nước ngoài đã đề xuất mô thức nguyên nhân hình thành địa hào với số lượng lớn, thuyết kéo căng (transtension) được thừa nhận đến rộng khắp. Địa hào phần lớn sinh sản và phát triển ở khu vực mà vỏ Trái Đất bị kéo duỗi. Dưới tác dụng kéo duỗi nằm ngang, vỏ Trái Đất mỏng sút xuống theo hướng thẳng đứng, ở phần trên hình thành hai nhóm liên hợp đứt gãy thuận góc cao trên mặt cắt. Liên quan đến lực phát động kéo căng, đa số học giả cho biết là vật chất lớp phủ tăng vọt lên dẫn đến vỏ Trái Đất kéo căng; cũng có học giả cho biết là sự kéo căng trong khu vực hình thành gãy lún, sau đó dẫn đến lớp phủ nhô lên.

## Bán địa hào

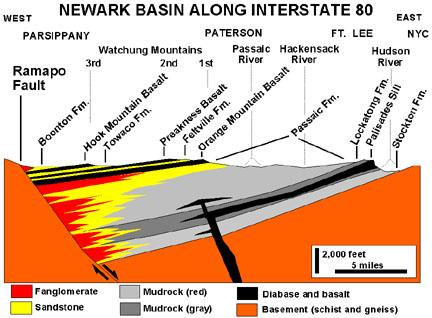
Bồn địa Newark là một bán địa hào vào khoảng thời gian đầu đại Trung Sinh

Bán địa hào (chữ Anh: half-graben hoặc semi-graben) là chỉ một bên bị đứt gãy thuận khống chế, đáy móng chỉ nghiêng duy nhất về một bên khác, địa hào không đối xứng của tầng đá phủ làm lộ ra trạng thái phủ chồng lên nhau. Mô thức cắt thuần tuý (pure shear) và mô thức cắt giản đơn (simple shear) của nham thạch quyển kéo giãn là: mô thức cắt thuần tuý luôn sản sinh hai nhóm đứt gãy thuận nghiêng cùng hướng hoặc trái hướng nhau, đồng thời trong quá trình vận động dẫn đến sự lên cao và giáng xuống tương đối của một hình khối, độ dày của các thế hệ biến hình cắt thay đổi, từ đó hình thành cấu trúc địa hào và địa luỹ, đồng thời khiến cho nham thạch quyển sinh ra kéo giãn nằm ngang. Mô thức này dùng để giải thích sự hình thành rãnh, bán địa hào và bồn địa.

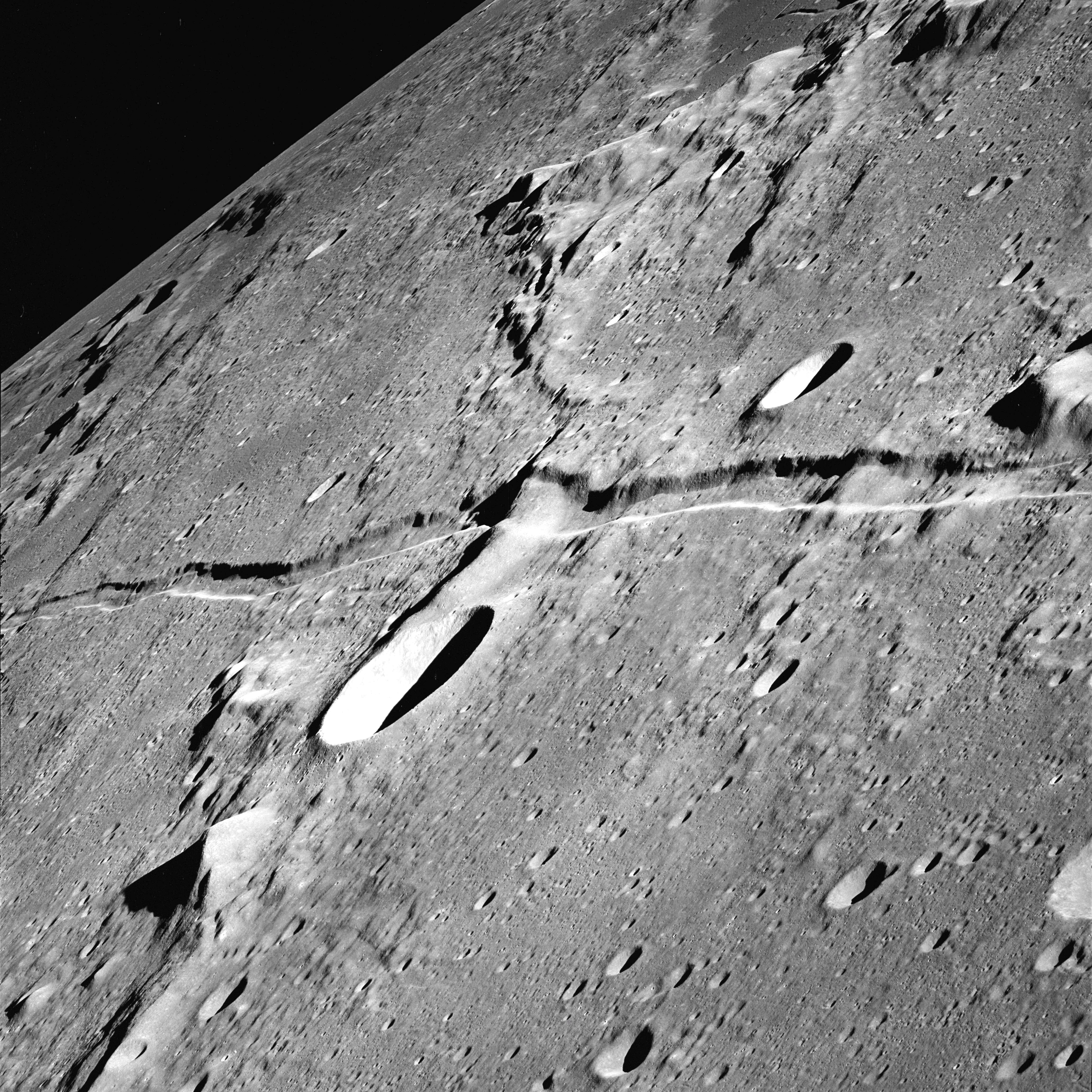
Rima Ariadaeus trên mặt trăng được biết là một địa hào. Việc thiếu xâm thực làm cho cấu trúc của nó đặc biệt rõ ràng với hai đứt gãy song song và địa hào ở khoảng giữa.

## Địa hào điển hình
- Lũng tách giãn lớn Đông Phi
- Địa hào lên cao Rhine ở khu vực biên giới của phía tây nước Đức và phía đông bắc nước Pháp
- Địa hào Oslo vây quanh thủ đô Oslo, nước Na Uy
- Địa hào Guanabara ở thành phố Rio de Janeiro, nước Brasil
- Địa hào Saguenay ở tỉnh bang Quebec, nước Canada
- Lũng sông Narmada ở trung tâm Ấn Độ
- Địa hào Lambert ở châu Nam Cực

## Giá trị nghiên cứu

### Ý nghĩa lí luận
Thuận theo sự hưng thịnh học thuyết kiến tạo mảng cùng với triển khai điều tra địa chất biển và đại dương và đi sâu vào khám nghiệm vật lí địa cầu, đã phát hiện hệ thống địa hào toàn cầu nối liền lẫn nhau, địa hào cũng là một khu vực hoạt động trọng yếu, rất nhiều núi lửa hiện đại và vùng động đất nguồn cạn đều có liên quan với nó. Việc nghiên cứu cấu trúc địa hào có ý nghĩa lí luận trọng yếu để giải quyết tốt hơn về vấn đề kiến tạo khắp mặt đất trên Trái Đất.

### Giá trị thật dụng
Giá trị thật dụng trọng đại của việc nghiên cứu cấu trúc địa hào là ở, rất nhiều kho tàng khoáng vật hữu cơ trọng yếu có liên quan với địa hào. Việc điều tra chứng minh, khoáng sản trọng yếu trong địa hào có dầu đốt thô, khí thiên nhiên, than đá, đá kim cương, v.v Đại bộ phận trữ lượng dầu đốt thô và khí thiên nhiên trên thế giới thuộc về bồn địa ở đại Trung Sinh, đại Tân Sinh, chuyên gia Trung Quốc đã tri ngộ trữ lượng và sản lượng dầu đốt thô và khí thiên nhiên từ 90% trở lên đều phân bố ở trong khu vực sụt lún. Đi sâu vào nghiên cứu cơ chế, quy luật cơ học của cấu tạo bồn địa gãy lún có ý nghĩa thật tế trọng yếu về việc nhận thức quy luật sản xuất, vận chuyển và nơi trữ bị dầu khí, kế tiếp là dò xét tài nguyên dầu khí thêm nhiều hơn.
Địa hào lộ ra có nước dưới đất, là chỗ tụ tập của hồ chằm và nơi tránh né xa lộ.